# Brzeszcze

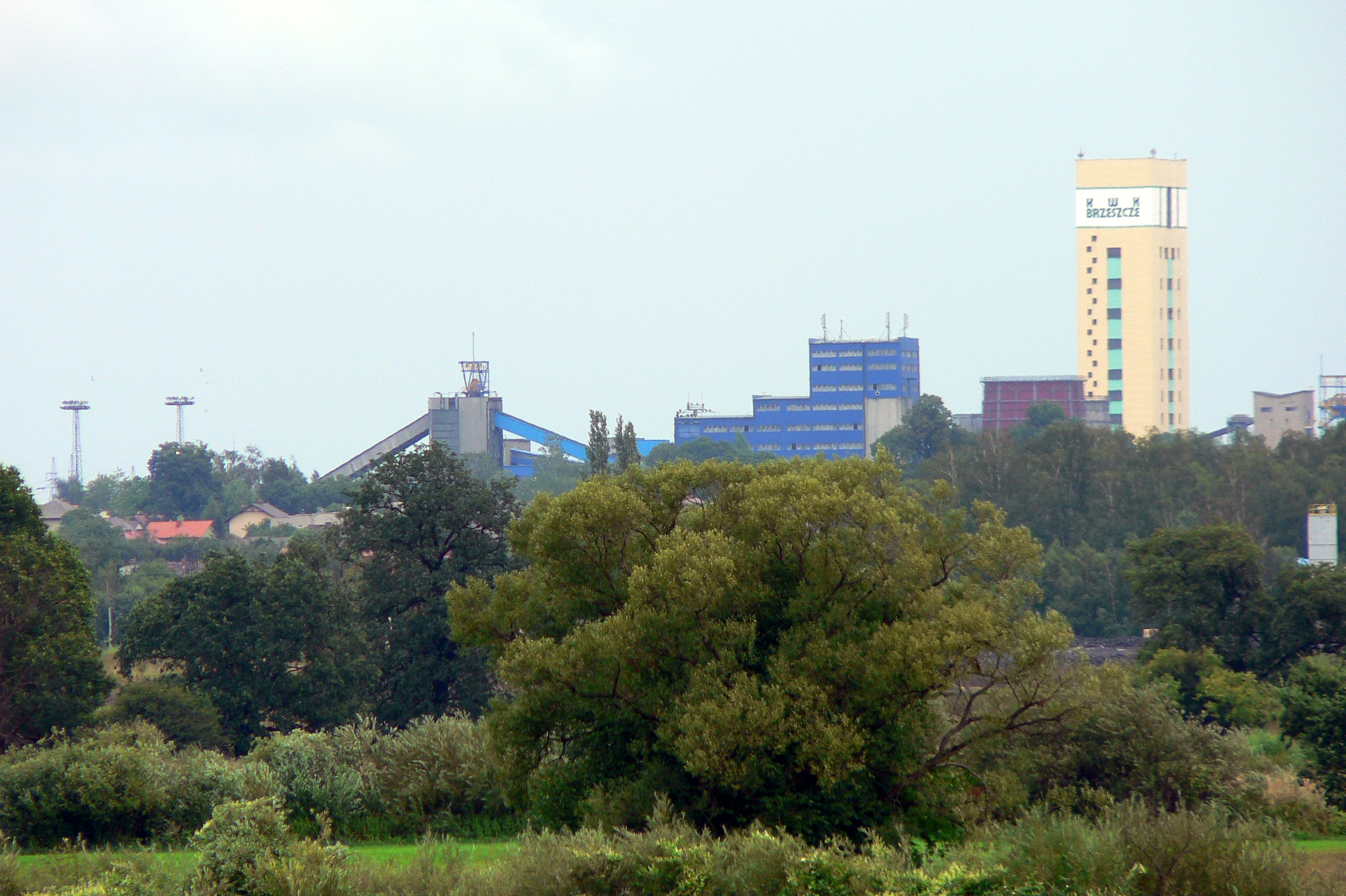
Mina de cărbune din Brzeszcze

Brzeszcze este un oraș din județul Oświęcim (Voievodatul Polonia Mică, în sudul Poloniei), cu o populație de 11.579 locuitori (2008) .
Orașul datează din secolul al XV-lea și a fost fondat probabil de coloniști flamanzi. Brzeszcze se află de-a lungul drumurilor regionale nr. 933 și nr. 949, iar numele său vine de la arborele brzost (Ulmus glabra), care odată a fost abundente în valea râului Sola. 
În trecut, numele orașului se scria Brzescie, Breszcze, Brescze, Brzeszce, și Brzesczye.

## Localizare
Brzeszcze se află în la poalele dealurilor Carpaților de Nord, pe râul Vistula, în vestul Poloniei Mici. Orașul este o parte din bazinul carbonifer al Sileziei de Sus. Distanța de la Cracovia este de 79 km.
Orașul are trei stații de cale ferată: Brzeszcze, Brzeszcze-Kopalnia și Brzeszcze-Jawiszowice. Toate cele trei sunt situate de-a lungul șinei liniei ferate nr. 93, care merge de la Trzebinia la Zebrzydowice.

## Atracții turistice
Cel mai important punct de interes este o Biserica Catolică Sf. Urban, din sec. al XIX-lea. Construcția sa a fost inițiată în 1874 și a durat 30 de ani, mai ales din cauza dificultăților financiare. În afară de biserică, Brzeszcze are o bornă de graniță austriacă din sec. al XVIII-lea și mai multe capele pe marginea drumului 19, precum și temeliile unei biserici din secolul al XVI-lea, care a fost arsă de către invadatorii suedezi în 1655.